# 's-Gravenbrakel
 's-Gravenbrakel (Frans: Braine-le-Comte) is een stad en gemeente in de provincie Henegouwen in België. De stad telt ruim 23.000 inwoners.

## Geschiedenis

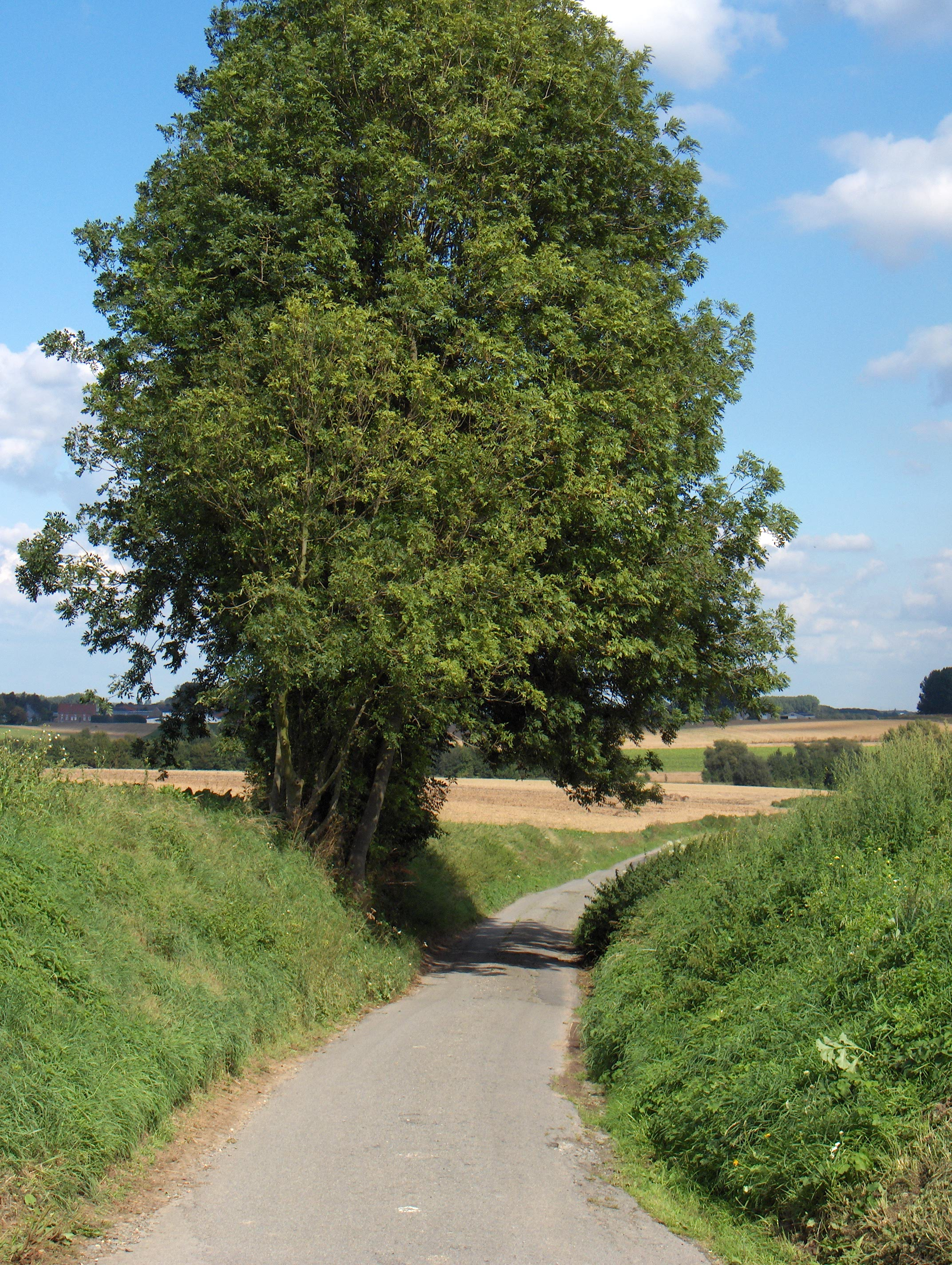
Gemeente 's-Gravenbrakel, landschap ter hoogte van Haut Bosquet ten noorden van de deelgemeente Steenkerke

In de vroege middeleeuwen kwam de naam van de plaats in vele varianten voor dat terug gevonden is in verschillende documenten. Vooral omdat de streek toen Frans georiënteerd was kwam het vooral in de variant van Braine-Le-Comte voor als; Braina, Brennacum, Brania (1060), Braine La Wihote (1070), Braine Wihota (1150), Brenna Wihotica (1150), Braine Le Villota (voor 1200), Brenne (1230).
De plaats werd vermoedelijk gesticht door Sint-Gorik, bisschop van Kamerijk in 619, dat stond vermeld in een 11e-eeuwse kroniek die teruggevonden is in 's-Gravenbrakel.
Boudewijn IV van Henegouwen stichtte er in 1158 een kerk gewijd aan de heilige Waldetrudis van Bergen en deze diende tevens als kapittelkerk van de Sint-Waltrudiskerk in Bergen. Zijn zoon Boudewijn V van Henegouwen liet er later, in de nabijheid van de kerk, een fort bouwen.
In 1424 werd de stad belegerd, ingenomen en geplunderd door de Brabanders onder Jan IV van Brabant als gevolg van de Inname van Henegouwen. In 1583 viel de stad in Spaanse handen tijdens de Tachtigjarige Oorlog.
In 1652 werd de stad door de Spanjaarden omwille van logistieke redenen geruild met de graaf van Arenberg voor de stad Zevenbergen. In 1677 trok Carlos de Gurrea, landvoogd van de Zuidelijke-Nederlanden, zich na een veldslag terug op het fort van 's-Gravenbrakel; daar wist hij zich met zijn manschappen te verschuilen voor de Fransen.

## Kernen

### Deelgemeenten
| # | Naam                   | Opp. (km²) | Inwoners (2020) | Inwoners per km² | NIS-code |
| - | ---------------------- | ---------- | --------------- | ---------------- | -------- |
| 1 | 's-Gravenbrakel        | 40,08      | 15.660          | 391              | 55004A   |
| 2 | Hennuyères             | 11,62      | 3.457           | 298              | 55004B   |
| 3 | Ronquières             | 14,82      | 1.387           | 94               | 55004C   |
| 4 | Henripont              | 1,25       | 397             | 317              | 55004D   |
| 5 | Petit-Rœulx-lez-Braine | 5,32       | 693             | 130              | 55004E   |
| 6 | Steenkerke             | 11,78      | 468             | 40               | 55004F   |

Beroemd is de deelgemeente Ronquières om zijn hellend vlak.

## Bezienswaardigheden
- Overblijfselen van vestingwerken, in schist uitgevoerd, van eind 19e eeuw en begin 20e eeuw.
- De Sint-Gorikskerk (Église Saint-Géry) is een gotisch bouwwerk dat in de 16e eeuw ontstond met een romaanse kern uit de 13e eeuw.
- De Onze-Lieve-Vrouw van Mesenkapel (Chapelle Notre-Dame de Messines) stamt waarschijnlijk uit de 17e eeuw.
- Het Hôtel d'Arenberg werd in de 16e eeuw gebouwd en vanaf 1652 bewoond door de Hertogen van Arenberg. Vanaf 1720 gemeentehuis en daarna diverse malen verbouwd en uiteindelijk cultureel centrum geworden.
- De Chapelle de la Roquette, een kapel van eind 17e eeuw.
- Het voormalig Dominicanenklooster van 1612.
- De Onze-Lieve-Vrouw van Tongerenkapel (Chapelle Notre-Dame de Tongre) is een kapel van 1762.

## Natuur en landschap
's-Gravenbrakel ligt aan de Brainette die westwaarts naar de Zenne stroomt. In het oosten vindt men het Bos van La Houssière met een hoogte tot 161 meter. De hoogte van de Grand' Place bedraagt 92 meter.

## Demografische ontwikkeling

### Demografische ontwikkeling voor de fusie
- Bron:NIS - Opm:1831 t/m 1970=volkstellingen; 1976= inwoneraantal op 31 december

### Demografische ontwikkeling van de fusiegemeente
Alle historische gegevens hebben betrekking op de huidige gemeente, inclusief deelgemeenten, zoals ontstaan na de fusie van 1 januari 1977.
- Bronnen:NIS, Opm:1831 tot en met 1981=volkstellingen; 1990 en later= inwonertal op 1 januari

| Inwoners van jaar tot jaar op 1 januari 1992 tot heden | Inwoners van jaar tot jaar op 1 januari 1992 tot heden | Inwoners van jaar tot jaar op 1 januari 1992 tot heden |
| jaar                                                   | Aantal                                                 | Evolutie: 1992=index 100                               |
| ------------------------------------------------------ | ------------------------------------------------------ | ------------------------------------------------------ |
| 1992                                                   | 17.920                                                 | 100,0                                                  |
| 1993                                                   | 18.065                                                 | 100,8                                                  |
| 1994                                                   | 18.190                                                 | 101,5                                                  |
| 1995                                                   | 18.214                                                 | 101,6                                                  |
| 1996                                                   | 18.268                                                 | 101,9                                                  |
| 1997                                                   | 18.449                                                 | 103,0                                                  |
| 1998                                                   | 18.610                                                 | 103,9                                                  |
| 1999                                                   | 18.835                                                 | 105,1                                                  |
| 2000                                                   | 19.084                                                 | 106,5                                                  |
| 2001                                                   | 19.339                                                 | 107,9                                                  |
| 2002                                                   | 19.458                                                 | 108,6                                                  |
| 2003                                                   | 19.686                                                 | 109,9                                                  |
| 2004                                                   | 19.944                                                 | 111,3                                                  |
| 2005                                                   | 20.012                                                 | 111,7                                                  |
| 2006                                                   | 20.305                                                 | 113,3                                                  |
| 2007                                                   | 20.543                                                 | 114,6                                                  |
| 2008                                                   | 20.677                                                 | 115,4                                                  |
| 2009                                                   | 20.896                                                 | 116,6                                                  |
| 2010                                                   | 21.035                                                 | 117,4                                                  |
| 2011                                                   | 21.264                                                 | 118,7                                                  |
| 2012                                                   | 21.327                                                 | 119,0                                                  |
| 2013                                                   | 21.408                                                 | 119,5                                                  |
| 2014                                                   | 21.337                                                 | 119,1                                                  |
| 2015                                                   | 21.442                                                 | 119,7                                                  |
| 2016                                                   | 21.426                                                 | 119,6                                                  |
| 2017                                                   | 21.532                                                 | 120,2                                                  |
| 2018                                                   | 21.649                                                 | 120,8                                                  |
| 2019                                                   | 21.901                                                 | 122,2                                                  |
| 2020                                                   | 22.062                                                 | 123,1                                                  |
| 2021                                                   | 22.290                                                 | 124,4                                                  |
| 2022                                                   | 22.752                                                 | 127,0                                                  |
| 2023                                                   | 23.133                                                 | 129,1                                                  |
| 2024                                                   | 23.443                                                 | 130,8                                                  |
| 2025                                                   | 23.604                                                 | 131,7                                                  |

## Politiek

### Resultaten gemeenteraadsverkiezingen sinds 1976
| Partij               | Partij                    | 10-10-1976 | 10-10-1976 | 10-10-1982 | 10-10-1982 | 9-10-1988 | 9-10-1988 | 9-10-1994 | 9-10-1994 | 8-10-2000 | 8-10-2000 | 8-10-2006 | 8-10-2006 | 14-10-2012 | 14-10-2012 | 14-10-2018 | 14-10-2018 | 13-10-2024 | 13-10-2024 |
| Stemmen / Zetels     | Stemmen / Zetels          | %          | 25         | %          | 25         | %         | 25        | %         | 25        | %         | 25        | %         | 27        | %          | 27         | %          | 27         | %          | 27         |
| -------------------- | ------------------------- | ---------- | ---------- | ---------- | ---------- | --------- | --------- | --------- | --------- | --------- | --------- | --------- | --------- | ---------- | ---------- | ---------- | ---------- | ---------- | ---------- |
|                      | PRL1 / LB-PRL2 / BRAINE3  | 26,061     | 7          | 25,171     | 7          | 23,191    | 6         | 24,281    | 6         | 37,012    | 10        | 48,913    | 15        | 52,443     | 18         | 45,363     | 13         | 49,583     | 15         |
|                      | PS                        | 34,43      | 10         | 30,65      | 8          | 34,55     | 9         | 27,96     | 7         | 28,13     | 7         | 19,57     | 5         | 18,73      | 5          | 18,34      | 5          | 19,86      | 5          |
|                      | ECOLO                     | -          |            | -          |            | 8,25      | 1         | 7,85      | 1         | 9,25      | 1         | 10,46     | 2         | 9,29       | 2          | 19,62      | 5          | 12,29      | 3          |
|                      | IC761 / I.C.2 / Ensemble3 | 18,481     | 5          | 27,842     | 8          | 33,482    | 9         | 39,912    | 11        | 25,62     | 7         | 21,072    | 5         | 10,662     | 2          | 16,673     | 4          | 18,273     | 4          |
|                      | RB                        | -          |            | 11,96      | 2          | -         |           | -         |           | -         |           | -         |           | -          |            | -          |            | -          |            |
|                      | CN                        | 12,11      | 2          | -          |            | -         |           | -         |           | -         |           | -         |           | -          |            | -          |            | -          |            |
|                      | RW                        | 8,92       | 1          | -          |            | -         |           | -         |           | -         |           | -         |           | -          |            | -          |            | -          |            |
| Anderen(*)           | Anderen(*)                | -          |            | 4,38       | 0          | 0,52      | 0         | -         |           | -         |           | -         |           | 8,89       | 0          | -          |            | -          |            |
| Totaal stemmen       | Totaal stemmen            | 10860      | 10860      | 11295      | 11295      | 11487     | 11487     | 11922     | 11922     | 12730     | 12730     | 13615     | 13615     | 13744      | 13744      | 14144      | 14144      | 14768      | 14768      |
| Opkomst %            | Opkomst %                 |            |            |            |            | 92,8      | 92,8      | 92        | 92        | 91,52     | 91,52     | 92,13     | 92,13     | 88,63      | 88,63      | 89,20      | 89,20      | 86,32      | 86,32      |
| Blanco en ongeldig % | Blanco en ongeldig %      | 4,38       | 4,38       | 6,1        | 6,1        | 5,49      | 5,49      | 5,69      | 5,69      | 7,75      | 7,75      | 6,72      | 6,72      | 5,84       | 5,84       | 7,66       | 7,66       | 6,84       | 6,84       |

(*) 1982: PCB (1,69%), UDRT (2,69%) / 1988: POS (0,52%) / 2012: FDF (4,13%), Flash McQueen (1,28%), Parti Populaire (1,37%), Pirate (2,11%)
De grootste partij is in kleur.

## Bekende inwoners
- Françoise Collin (1928-2012)
- Eden Hazard (1991)
- Thorgan Hazard (1993)
- Jean-Joseph Lenoir (1913-2002)
- Marcel Lobet (1907-1992)
- Joseph Martel (1903-1963)
- Henri Neuman (1856-1916)

## Nabijgelegen kernen
Petit-Roeulx-lez-Braine, Zinnik, Naast, Écaussinnes-d'Enghien, Henripont, Hennuyères